# Корнелиус, Кинан
Кинан Кай-Джеймс Корнелиус (род. 25 февраля 1992, Хило, Гавайи) — практикующий бразильское джиу-джитсу спортсмен родом с Гавайев, в настоящее время проживающий в Сан-Диего, Калифорния.
Его спортивные достижения включают в себя «большой шлем» в бразильском джиу-джитсу, он также выиграл золотые медали на четырех крупных турнирах: чемпионате мира по джиу-джитсу, панамериканском чемпионате, открытом чемпионате Европы и бразильском национальном джиу-джитсу. Обладатель коричневого пояса. Он также известен созданием оборонительной техники джиу-джитсу Worm Guard.
Первое знакомство Корнелиуса с боевыми искусствами началось в юном возрасте, под руководством его отчима, учителя боевых искусств Тома Каллоса, который был первым инструктором Би Джей Пенна по бразильскому джиу-джитсу. В 14 лет он начал тренироваться по грэпплингу с друзьями. Вскоре после этого он начал получать формальные инструкции по бразильскому джиу-джитсу под руководством Кассио Вернека, затем тренировался в течение трёх лет под руководством Би Джей Пенна, прежде чем в конечном итоге присоединился к команде Ллойда Ирвина. Несмотря на свои победы на высоком уровне в качестве пурпурного пояса и выше, Кинан утверждает, что в начале своей карьеры, до того, как он присоединился к команде Ллойда Ирвина, у него были плохие соревновательные показатели, и именно этот шаг Кинан считал ответственным за свой дальнейший успех.